# Francesco della Scala
Francesco della Scala (... – 1332 circa) è stato un nobile italiano.

## Biografia
Era figlio di Bartolomeo I della Scala, signore di Verona, e di Costanza di Antiochia, figlia di Corrado di Antiochia conte di Celano e Alba.
Venne ricompreso nel 1306 nell'assegnazione di alcuni feudi dal vescovo di Vicenza Altigrado Cattaneo, assieme a Alboino e a Cangrande I.
Sposò probabilmente una nobile della casata dei Visconti o dei Da Camino.
Ebbe un figlio naturale, Giovanni.